# 65-я гвардейская стрелковая дивизия
65-я гвардейская стрелковая дивизия — формирование (соединение, стрелковая дивизия) РККА (ВС СССР) во время Великой Отечественной войны. Участвовала в боях на западном направлении.
Полное действительное наименование — 65-я гвардейская стрелковая Рижская дивизия.

## История
Образована 01.05.1943 г. на базе частей 75-й и 78-й осбр. В состав дивизии вошли 255-й, 257-й, 259-й гвардейские стрелковые полки, 190-й гвардейский артиллерийский полк.
С мая 1943 года и до конца войны в составе 19-го гвардейского стрелкового Сталинского Сибирского корпуса 10-й гвардейской армии на Западном фронте.

### Боевой путь
В августе 1943 года принимала участие в наступательных боях в районе города Ельня, на смоленском и оршанском операционных направлениях.
В декабре 1943 года в составе армия переброшена в район Великих Лук и с 9 декабря включена в состав 2-го Прибалтийского фронта.
65-я гвардейская стрелковая дивизия, действуя в наступательных боях по освобождению Латвийской ССР, нанося сокрушительные удары по частям противника, освобождая десятки населённых пунктов от границ Новоржевского района Калининской области вышла на подступы к городу Рига.
9 октября 1944 года, прорвав промежуточный оборонительный рубеж противника в районе деревни Зелтыни, дивизия за одну ночь, с боями продвинулась на 10 км.
За период боёв с 10 июля 1944 года части дивизии уничтожили более 6000 солдат и офицеров противника, 28 орудий, 50 миномётов, 234 пулемёта и другое вооружение. Взято в плен 250 солдат и офицеров противника.
25.7.1944 г. дивизия в составе 19-го гв.ск форсировала реку Ритупе западнее местечка Раги и заняла плацдарм на её западном берегу.
12.8.1944 г. дивизия, принимая участие в Лубанско-Мадонской операции, преодолев заболоченный лесной массив, внезапным ударом овладевает Страуюпи.
14.10.1944 г. дивизия, принимая участие в Рижской операции, силами своих 225-го и 257-го гв.сп выбила немцев из Олайне и, перерезав железную дорогу, вышла к Берзамуйже.
За успешные бои по овладению г. Рига дивизии 13 октября 1944 года присвоено почётное наименование «Рижская».
В составе армии дивизия участвовала в блокирование Курляндской группировки противника. С апреля 1945 года в составе Ленинградского фронта.

### В послевоенный период
В составе ПрибВО. Расформирована в 1947 году

## Состав
- 255-й гвардейский стрелковый полк
- 257-й гвардейский стрелковый полк
- 259-й гвардейский стрелковый полк
- 190-й гвардейский артиллерийский полк
- 92-й отдельный гвардейский истребительно-противотанковый дивизион
- 88-я отдельная гвардейская разведывательная рота
- 98-й отдельный гвардейский сапёрный батальон
- 118-й отдельный гвардейский батальон связи
- 575-й (93-й) отдельный медико-санитарный батальон
- 89-я отдельная гвардейская рота химической защиты
- 645-я (91-я) отдельная автотранспортная рота
- 650-я (90-я) полевая хлебопекарня
- 658-й (85-й) дивизионный ветеринарный лазарет
- 2062-я полевая почтовая станция
- 1222-я полевая касса Государственного банка СССР[1]

## Подчинение
- С мая 1943 года и до конца войны в составе 19-го гвардейского стрелкового Сталинского Сибирского корпуса 10-й гвардейской армии Западного фронта

## Командование
Командиры дивизии:
- Виноградов, Александр Ефимович (01.05.1943 — 16.08.1943), полковник
- Дмитриев, Яков Иванович (17.08.1943 — 04.04.1944), полковник
- Андрющенко, Михаил Фёдорович (15.05.1944 — 09.05.1945), генерал-майор

Заместители командира дивизии
- Буланов, Гавриил Алексеевич (??.06.1943 — 08.08.1943), полковник

Начальники штаба дивизии
- Бойко, Фёдор Павлович (01.05.1943 — 31.10.1944), полковник[3]

Командиры полков
- 255 гв. сп:

…
- Нестеренко Григорий Яковлевич (22.06.1943 — 16.08.1943), отстранён
- Симаков Владимир Петрович (16.08.1943 — 02.09.1943)
- Герасимов Иван Семёнович (с 05.09.1943 — 18.10.1944)
- Самарин Даниил Никитович (18.10.1944 — 13.11.1944)
- Штыков Арсений Сергеевич (19.11.1944 — 26.11.1944)

…
- Панков Сергей Михайлович (13.02.1945 — 19.02.1945)

…
- Мальцев Николай Сергеевич (21.05.1945 — 30.08.1945) (253-й сп в справочнике — ошибка ?)

…
- Мальцев Николай Сергеевич (с 22.12.1945)
- Павлов Яков Павлович (с 11.07.1946)

- 257 гв. сп:
- Тарасов Фёдор Аркадьевич (22.06.1943 — 03.07.1944), ранен 03.12.1943
- Шурок Иван Лукич (05.12.1943 — 14.01.1944), ранен
- Сметанкин Иван Ильич (по 14.01.1944), умер 14.01.1944
- Зюбин Георгий Иванович (с 19.01.1944)
- Воронин Семён Иванович (28.01.1944 — 09.02.1944), болезнь
- Ижанкин Алексей Андреевич (03.07.1944 — 17.08.1944)
- Карягин Николай Семёнович (16.08.1944 — 26.09.1944)
- Кузьменко Евгений Павлович (26.09.1944 — 29.10.1944), контужен
- Рязаев Андрей Петрович (03.11.1944 — 12.11.1944), умер от ран
- Гудов Алексей Дмитриевич (19.11.1944 — 26.11.1944)

…
- Нашанбургский Сергей Ильич (29.12.1944 — 15.06.1945)
- Тарасенко Константин Гаврилович (15.06.1945 — 25.05.1946)
- 259 гв. сп:
- Луговцев Николай Филиппович (22.06.1943 — 09.08.1943), ранен
- Архипович Александр Васильевич (14.08.1943 — 22.09.1943)
- Игнатьев Алексей Иванович (21.08.1943 — 04.10.1943)
- Тюриков Василий Степанович (04.10.1943 — 08.02.1944)
- Сазонов Евгений Павлович (08.02.1944 — 12.02.1944), ранен
- Фураев Иван Петрович (с 17.02.1944)
- Ильин Степан Артемьевич (29.02.1944 — 03.03.1944)
- Шаплюк Феодосий Григорьевич (16.03.1944 — 04.04.1944)
- Фураев Иван Петрович (03.04.1944 — 29.04.1944)
- Волков Василий Сергеевич (29.04.1944 — 19.07.1944), умер от ран
- Ларец Степан Арсентьевич (01.08.1944 — 29.08.1944), погиб 29.08.1944
- Тарасенко Константин Гаврилович (31.08.1944 — 29.10.1944), ранен
- Чумичев Сергей Георгиевич (03.11.1944 — 17.11.1944)
- Плешаков Леонид Андреевич (11.01.1945 — 26.01.1945)
- Чумичев Сергей Георгиевич (05.02.1945 — 20.07.1945)
- Салищев Николай Николаевич (18.07.1945 — 15.05.1946)
- Малоног Григорий Филиппович (15.05.1946 — 11.07.1946)

## Наименования и награды
- . За проявленную отвагу в боях за Отечество с немецкими захватчиками, за стойкость, мужество,
- За успешные бои по овладению г. Рига дивизии 13 октября 1944 года присвоено почётное наименование «Рижская».

## Отличившиеся воины
- Сосновский, Алексей Васильевич, гвардии лейтенант, командир пулемётного взвода 257-го гвардейского стрелкового полка.
- Щенников, Аким Степанович